# هاريفانش
هاريفانش (بالسنسكريتية: हरिवंश)‏ والاسم يعني حرفيا «نسب أو سلالة هاري»، هو عمل (مقدس) مهم في الأدب السنسكريتي، يحتوي على 16374 شلوكا (آية) مُصاغة في قالب شعري موزون. يُعتقد أن هذا النص هو ملحق بالماهابهاراتا ويُنسب تقليديًا إلى فياسا.

## روابط خارجية
- Original Sanskrit text online with English translation
- Manmatha Nath Dutt, Vishnu Purana, English Translation of Book 2 of Harivamsa (1896)
- Alexandre Langlois, Harivansa: ou histoire de la famille de Hari, French Translation of Harivamsa (1834)
- Discourse on Harvamsha by Dr Vyasanakere Prabhanjanacharya